# IC 3656
IC 3656 је спирална галаксија у сазвјежђу Береникина коса која се налази на листи објеката дубоког неба у Индекс каталогу.
Деклинација објекта је + 22° 35' 41" а ректасцензија 12h 41m 13,8s. Привидна величина (магнитуда) објекта IC 3656 износи 15,1 а фотографска магнитуда 15,9. IC 3656 је још познат и под ознакама KUG 1238+228B, PGC 86327.